# Euhesma acantha
Euhesma acantha är en biart som beskrevs av Exley 2004. Euhesma acantha ingår i släktet Euhesma och familjen korttungebin. Inga underarter finns listade i Catalogue of Life.

## Bildgalleri

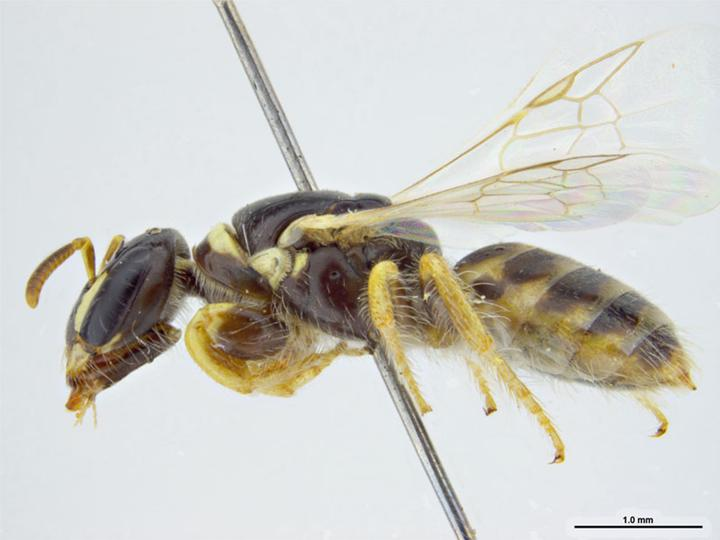
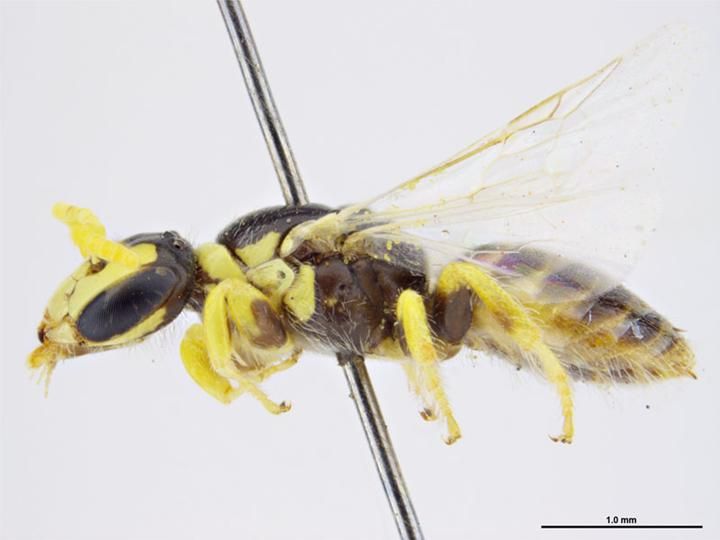